# La signora di Shanghai
La signora di Shanghai (The Lady from Shanghai) è un film noir del 1948 diretto da Orson Welles, anche protagonista del film assieme all'ex moglie Rita Hayworth ed Everett Sloane. È tratto dal romanzo L'altalena della morte o Se muoio prima di svegliarmi (If I Die Before I Wake) di Sherwood King.
Sebbene La signora di Shanghai abbia inizialmente ricevuto recensioni contrastanti, è cresciuta nel corso degli anni la sua fama, e molti critici hanno elogiato la scenografia e le riprese.
Nel 2018 è stato scelto per la conservazione nel National Film Registry della Biblioteca del Congresso degli Stati Uniti

## Trama

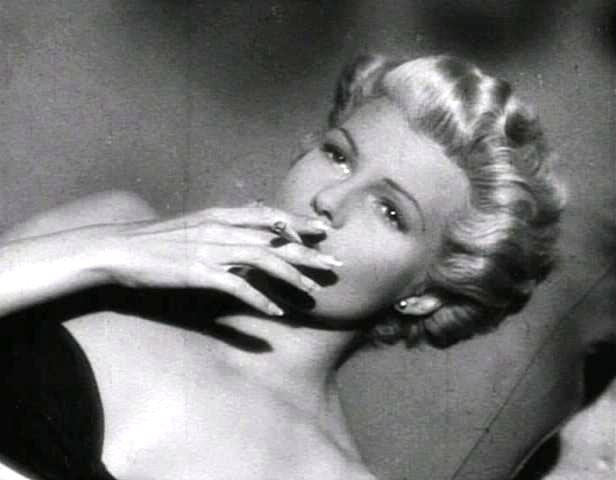
Rita Hayworth nel ruolo di Elsa Bannister

Il giovane irlandese Michael O'Hara  incontra la bella Elsa a Central Park. Tre teppisti tendono un agguato al calesse su cui si trova lei. Michael salva Elsa e la accompagna a casa. Le rivela poi di essere un marinaio e apprende che Elsa e suo marito Arthur Bannister, un ricco e famoso avvocato molto più anziano di lei e parzialmente disabile, sono appena arrivati a New York da Shanghai e stanno andando a San Francisco attraverso il canale di Panama. Perplesso ma anche attratto da Elsa, Michael accetta un lavoro come marinaio a bordo dello yacht di Bannister. Pur comportandosi con lui gelidamente, Elsa pare non disdegnare le attenzioni di Michael, che spera quindi di poter intrecciare una relazione con la donna e portarla via al marito.
Vengono raggiunti sulla barca dal socio di Bannister, George Grisby. Questi, dopo aver avvicinato Michael, gli propone di "ucciderlo" in un complotto per fingere la propria morte. Gli promette 5.000 dollari e lo tranquillizza dicendogli che, dal momento che non ci sarà un cadavere, Michael non potrà essere condannato per omicidio (riferendosi alla legge del corpus delicti allora in vigore). Grisby dice inoltre al marinaio che la sua  intenzione è quella di fuggire su un'isola nell'Emisfero Australe e rifarsi una vita. Michael accetta, con l'intenzione di usare i soldi per scappare con Elsa, e firma quindi una lettera con la quale confessa l'omicidio.
Quella stessa notte Sydney Broome, un investigatore privato che ha pedinato Elsa su ordine del marito, scopre che il vero scopo di Grisby è quello di uccidere Bannister per poi scappare fingendo di essere stato assassinato anche lui. Affronta quindi Grisby, ma questi gli spara. Ignaro di quanto accaduto, Michael procede col piano e accompagna Grisby su un motoscafo prima di sparare a terra per attirare l'attenzione su di sé. Nel frattempo, Broome, ferito a morte ma ancora vivo, chiede aiuto a Elsa. La avverte che Grisby intende uccidere suo marito.
Michael telefona a Elsa, ma dall'altra parte della linea gli risponde Broome. Questi fa in tempo a dirgli che Grisby lo sta incastrando. Il marinaio scopre poi che Bannister è vivo e che Grisby è stato trovato ucciso a colpi di pistola. La polizia, pur non avendo trovato l'arma, rinviene le prove che incriminano Michael, inclusa la sua confessione scritta, e lo trae in arresto.
Al processo, Bannister funge da avvocato di Michael. Ritiene di poter vincere la causa se O' Hara si dichiara colpevole di omicidio colposo. Durante il dibattimento, condotto da un giudice incompetente, Elsa è chiamata a testimoniare. Bannister viene dunque a conoscenza della frequentazione di sua moglie con Michael. Prima del verdetto, O'Hara ingoia le pillole antidolorifiche che Bannister prende per la sua disabilità, e approfittando dello choc generale provoca un trambusto in cui sgattaiola fuori dal tribunale con la giuria di un altro caso. Elsa lo segue, e i due si nascondono in un teatro di Chinatown, dove si sta svolgendo uno spettacolo. Qui l'uomo scopre il torbido passato della donna a Shanghai e si rende conto che a uccidere Grisby è stata lei. La diabolica Elsa aveva infatti finito per sbarazzarsi dell'uomo che avrebbe dovuto eliminare suo marito su suo ordine, ritenendolo un possibile traditore. Michael sviene per l'effetto delle pillole. Proprio in quel momento arrivano i complici cinesi di Elsa, che lo portano via. 
Come in un sogno, O'Hara si ritrova in uno dei padiglioni di un luna park abbandonato: un labirinto di specchi, dove egli assiste alla resa dei conti tra Elsa e suo marito. Ognuno dei due coniugi spara all'altro, ed entrambi rimangono uccisi.  Nell'agonia Elsa chiede aiuto a O'Hara, ma il marinaio non crede più alla donna; per non essere accusato di omissione di soccorso chiama le guardie, lasciandola però al suo destino. Michael la farà franca grazie alla lettera che lo stesso Bannister ha scritto al procuratore; lettera in cui veniva spiegato il piano della moglie. Egli se ne va, chiedendosi se riuscirà mai a dimenticare la donna.

## Produzione

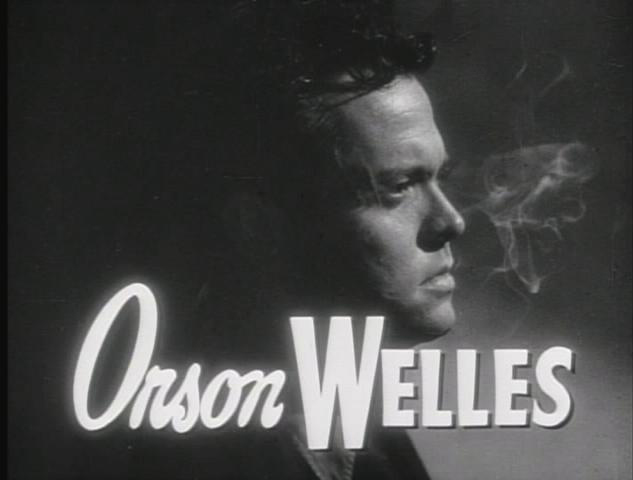
Orson Welles nei panni di Michael O'Hara nel trailer del film

La signora di Shanghai è tratto dal romanzo L'altalena della morte o Se muoio prima di svegliarmi (If I Die Before I Wake) di Sherwood King. Girato nel 1946, uscì due anni dopo perché Harry Cohn, allora capo della Columbia Pictures, non si capacitava della trasformazione che Welles aveva compiuto su Rita Hayworth, all'epoca moglie del regista oltre che primadonna della casa cinematografica. Il regista l'aveva infatti dipinta come una dark lady spietata e senza scrupoli e, per dare maggior significato al personaggio, aveva ordinato di farle tagliare i capelli e di tingere di biondo platino quel che rimaneva della sua famosa chioma. Cohn, irritato dalla "trasfigurazione" di quella che considerava un'icona della Columbia, andò inoltre su tutte le furie quando gli fu presentato il conto della produzione del film: per il protrarsi delle riprese in esterni, realizzate lungo le coste del Messico (novanta giorni anziché i sessanta previsti), il budget era lievitato da 1.250.000 $ a due milioni.
La signora di Shanghai è l'ultimo film che Rita Hayworth girò sotto contratto per la Columbia. Pur riluttante ad interpretare la parte perché stava per separarsi da Orson Welles, alla fine accettò nell'interesse della loro figlia Rebecca, che poteva trarre qualche profitto economico dal progetto. Buona parte del film venne girata a bordo dello yacht Zaca della star di Hollywood Errol Flynn, che apparve in un cameo e volle seguire da vicino tutta la realizzazione.
Il film contiene alcune sequenze diventate cult, come il corteggiamento nell'acquario, la lunga colluttazione tra Michael e una giovane guardia durante la fuga dal tribunale, la sparatoria nella sala degli specchi, l'agonia di Elsa: tutte mostrano primissimi piani dei personaggi. Nella scena finale, invece, si assiste all'uscita di Michael in campo lungo.

## Promozione
La realizzazione dei manifesti del film, per l'Italia, fu affidata al pittore cartellonista Anselmo Ballester.

## Distribuzione

### Home video
In Italia il film è stato distribuito su DVD e Blu Ray:
- dalla Sony Pictures Entertainment nel 2004, con contenuti extra e audio e video restaurati[3]
- dalla Eagle Pictures in Blu Ray nel 2021, con contenuti extra

## Fortuna del film
La scena con la sala degli specchi viene citata da Woody Allen in Misterioso omicidio a Manhattan e da Rawson Marshall Thurber in Skyscraper.